# コーデー・ベルゲン美術館
コーデー・ベルゲン美術館（コーデー・ベルゲンびじゅつかん、KODE Kunstmuseene i Bergen）は、ノルウェーのベルゲンにある美術館。2006年に旧ベルゲン美術館、西ノルウェー工芸博物館など5博物館が統合して設立され、2013年、現在の名称になった。

## 歴史
ベルゲンには、古く1825年にベルゲン美術館が生まれた。コレクションの充実に貢献したのは、政治家W.F.K. Christie (1778–1849) と、画家ヨハン・クリスチャン・ダールであった。1878年、県立のベルゲン視覚芸術美術館が設立されると、コレクションはそちらに移された。1917年、ラスムス・メイエル・コレクションが寄贈され、1971年、Stenersenコレクションが寄贈された。1999年には、ベルゲン美術館と改称した。2003年、Lysverket館が新たに開館して常設展を行うようになった。同時に、Stenersen館は、常設展をやめ、特別展を行う場となった。
これとは別に、1887年、工芸品のための西ノルウェー工芸博物館が設立された。Permanenten館が完成して開館したのは、1897年であった。開館前から実業家らから多くの寄贈を受け、開館後も、中国コレクション（1907年-1935年）、Singerコレクション（1963年）、銀宝物コレクション（2007年）などが追加された結果、現在の収蔵品は3万5000点を数える
2006年、当時のベルゲン美術館、西ノルウェー装飾美術館、そして作曲家オーレ・ブル、ハラール・セーヴェルー、エドヴァルド・グリーグの各博物館が統合し、全体でベルゲン美術館群と称するようになった。
2013年4月17日、来館者に分かりやすく親しまれるように、コーデーという名称が付けられた。

## 構成
コーデーは、コーデー1から4までの4館と、3作曲家の各博物館の、合計7館から成っている。コーデー1から4までは、ベルゲン駅から徒歩5分のベルゲン市街にあり、併せて回ることができる。

### コーデー1
コーデー1は、もと西ノルウェー工芸博物館だったPermanenten館である。1896年に開館し、建築家はHenry Bucher。3階にわたり、伝統工芸・デザインが展示されている。銀器コレクションには、ベルゲンで作られた600点の金銀製品がある。2015年1月1日から、改修のため閉館しており、それに伴い、銀宝物展や中国コレクションは公開が停止されている。

### コーデー2

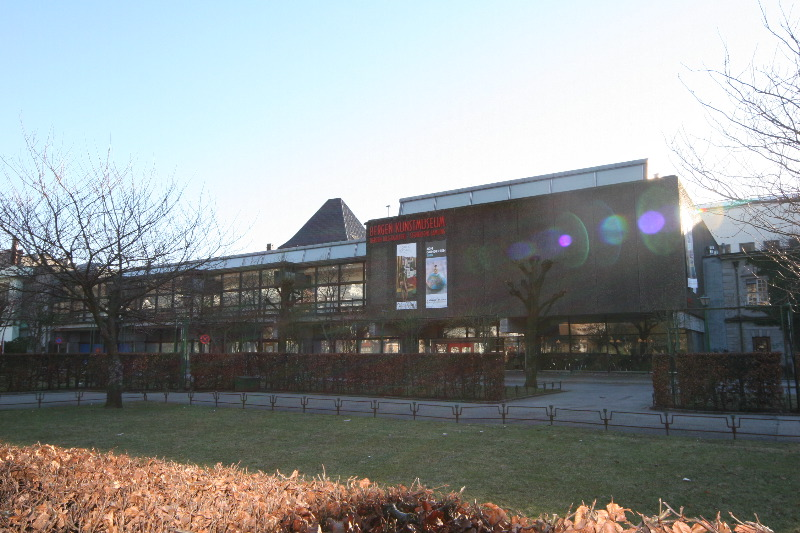
コーデー2（Stenersen館）。

もとベルゲン美術館がStenersenコレクションを収蔵するために1978年に開館したStenersen館である。建築家はSverre Lied。大きい展示室では、特別展を行っている。一部、常設展も行っている。

### コーデー3

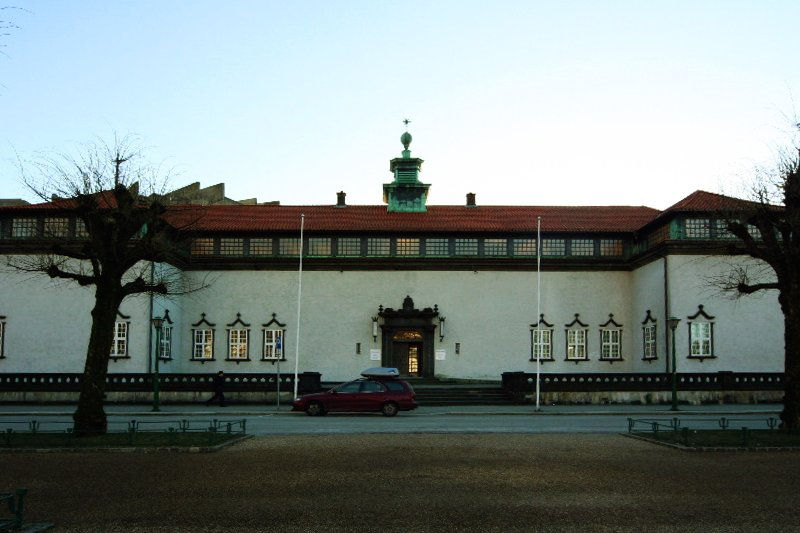
コーデー3（ラスムス・メイエル・コレクション）。

もとベルゲン美術館がラスムス・メイエルからの寄贈品を受け入れるために1924年に開館した館である。建築家は、Ole Landmark。エドヴァルド・ムンクの重要な作品を数多く収蔵していることを誇る。そのほかにも、ヨハン・クリスチャン・ダール、ハリエット・バッケル、エーリック・ヴァーレンショルド、イェールハルド・ムンテといったノルウェーの画家の作品を集めている。

### コーデー4

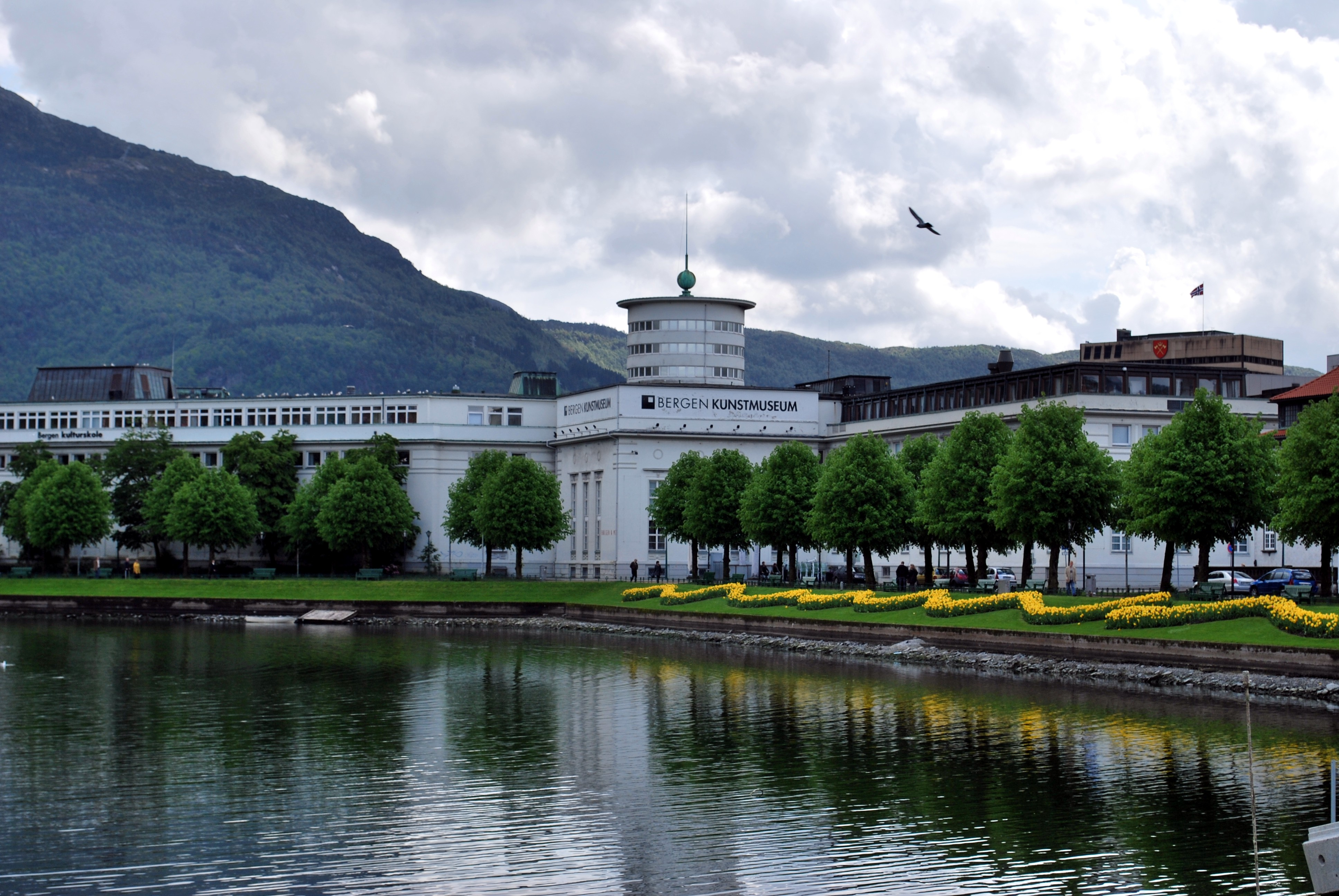
コーデー4（Lysverket館）。

建物は、1938年、電力会社の管理棟として建てられたもので、建築家は、Fredrik ArnesenとArthur Darre Kaarbø。2003年に改修されてベルゲン美術館のLysverket館として開館した。地階は、子供たちが美術体験をできるようにした子供美術館となっている。ノルウェーで人気のあるニコライ・アストルプ（Nikolai Astrup: 1880-1928）の作品も展示されている。1階、2階は、14世紀から近現代に至る幅広い作品が展示されている。

### エドヴァルド・グリーグ博物館トロルハウゲン

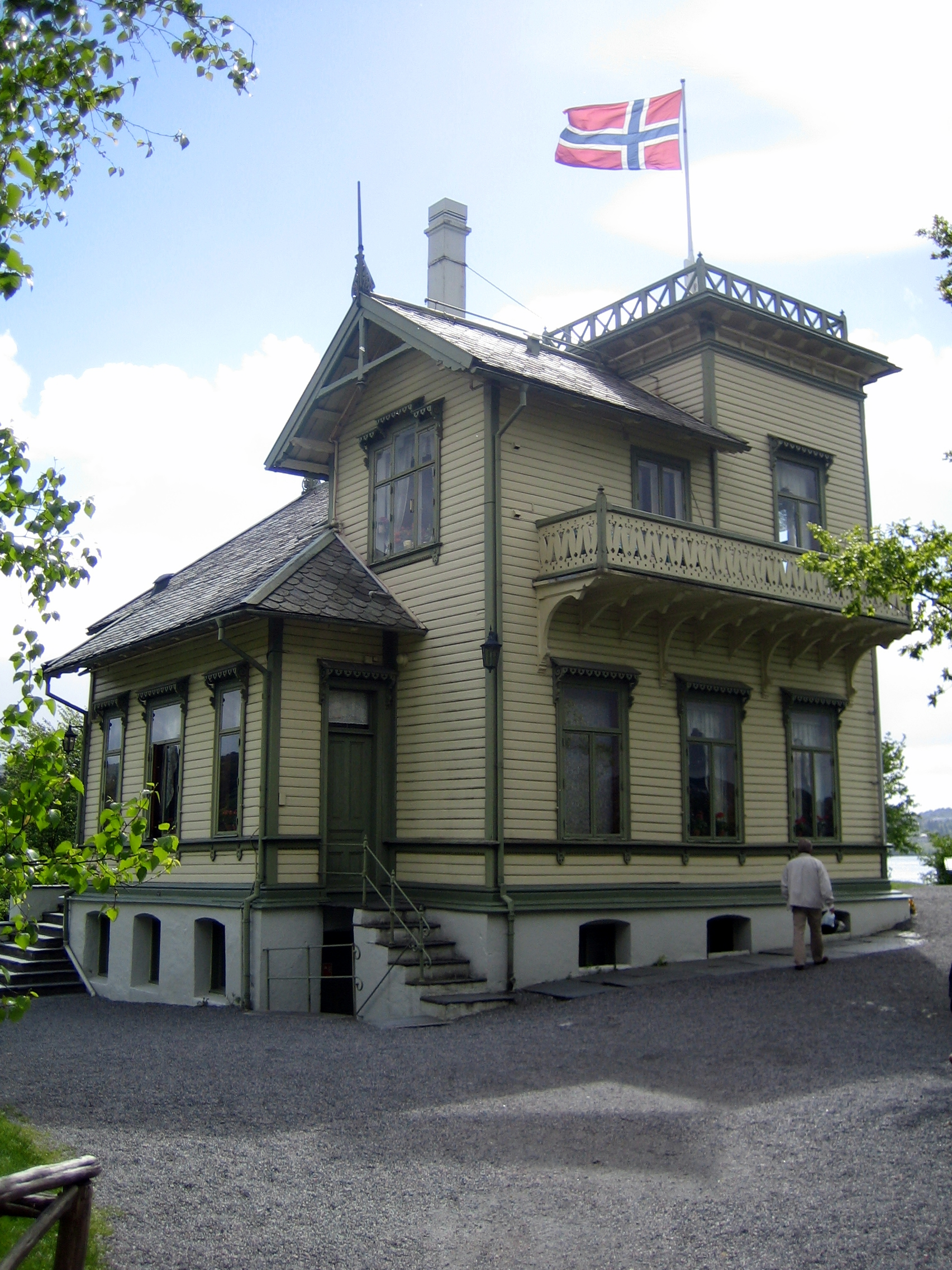
トロルハウゲン

トロルハウゲンは、作曲家エドヴァルド・グリーグが暮らした家で、1928年、博物館となった。グリーグの家、墓地、コンサート・ホールなどで構成されている。。

### ハラール・セーヴェルー博物館シーリューステル
シーリューステルは、ハラール・セーヴェルーが暮らした家である。1997年4月17日、セーヴェルーの生誕100年に合わせて、博物館としてオープンした。

### オーレ・ブル博物館リーショーエン
リーショーエンは、作曲家オーレ・ブルが暮らした島である。居宅は、1974年、オーレ・ブルの子孫からベルゲンの歴史遺産保存協会に寄贈され、寄贈者の意思に従って博物館として開館した。